# P-キシレン
p-キシレン（英語: p-xylene）、パラキシレン（英語: para-xylene）は、化学式が C6H4(CH3)2 の芳香族炭化水素である。3種あるキシレンの構造異性体の1つ。p-はpara-を表し、p-キシレンはベンゼン環の1位と4位にメチル基が置換していることを表している。キシレンの構造異性体はすべて無色で、非常に可燃性が高い。

## 生産
p-キシレンの生産は産業的に重要で、2014年の年間需要は3700万トンと推定され、現在も増加傾向にある。p-キシレンは、石油ナフサの接触改質により、接触改質液から抽出されるBTX芳香族（ベンゼン、トルエン、キシレン異性体）の一部として製造される。p-キシレンはその後、一連の蒸留、吸着または晶析、反応工程を経て、m-キシレン、o-キシレン、エチルベンゼンから分離される。融点はこの一連の異性体の中で最も高いが、単純な結晶化では共晶混合物が形成されるため、精製は容易ではない。
この分離手順は、p-キシレンの生産における主なコスト要因であり、代替法の模索が続けられている。例えば、プロセスの様々な側面を改善するために逆浸透技術が提案されている。

## 産業用途
p-キシレンは重要な化学原料である。他の工業用途の中でも、様々なポリマーを大規模に合成する際の原料である。特に、ポリエチレンテレフタレート（一般にPETと呼ばれる）などのポリエステル用のテレフタル酸を製造する際の成分である。また、直接重合してパリレンを製造することもある。

## 毒性
キシレンに急性毒性はなく、例えばLD50（ラット、経口）は4300mg/kgである。影響は動物やキシレンの異性体によって異なる。
キシレンに関する懸念は、麻薬作用に集中している。ヒトがp-キシレンに過剰暴露すると、頭痛、疲労、めまい、無気力、錯乱、過敏性、吐き気や食欲不振を含む胃腸障害、顔面紅潮、体温上昇感を引き起こす可能性がある。p-キシレンの蒸気は、推奨暴露限界である100ppmを超えると、目、鼻、のどに刺激を与え、胸が締め付けられるような感覚や異常な歩行を引き起こす可能性がある。
p-キシレンは石油やコールタール中に天然に存在する。自動車の排気ガスやタバコの煙など、ほとんどの燃焼源から排出される。